# Meteorideinae
Meteorideinae — подсемейство стебельчатобрюхих перепончатокрылых семейства браконид.

## Описание
Заднее крыло с развитой продольной кубитальной жилкой, которая отходит от задней трети или четвертинервеллюса. Яйцеклад короткий, его створки очень широкие. Вторая радиомедиальная ячейка короткая, её длина меньше ширины. Третий брюшной стернит увеличенный и длиннее второго и четвёртого. Пронопе развито. В переднем крыле обычно две поперечных анальных жилки.

## Экология
Представители этого подсемейства браконид — эндопаразиты куколок макрочешуекрылых.